# Passo della Scoffera
Il passo della Scoffèra si trova sullo spartiacque ligure-padano, a 674 metri sul livello del mare, tra l'alta val Bisagno e l'alta valle Scrivia nella città metropolitana di Genova.

## Geografia

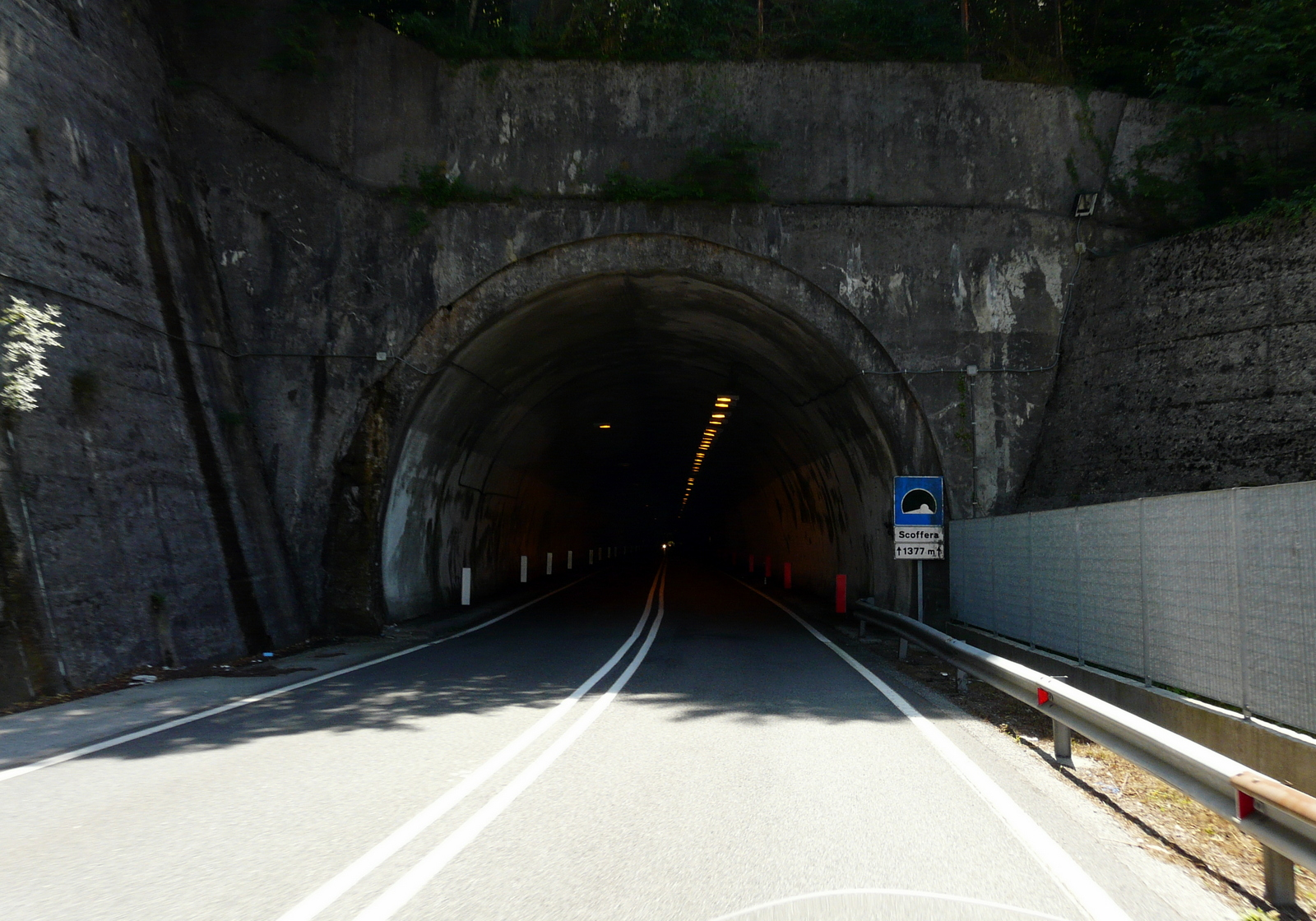
L'ingresso del tunnel

Il valico prende il nome dalla frazione di Scoffera nel comune di Davagna, ma il passo è condiviso dai comuni di Davagna e di Torriglia. È un passo storicamente molto importante, dato che ci transitava la strada statale 45 di Val Trebbia che collega Genova a Piacenza.
Il vecchio tratto di statale che toccava il punto di valico è stato declassato ed oggi la statale sottopassa il colle con una galleria. Il colle è tuttora una apprezzata meta ciclistica ed è stato un punto di passaggio del Giro d'Italia, ad esempio nell'edizione 2004. È anche situato sul percorso dell'Alta Via dei Monti Liguri.

## Storia

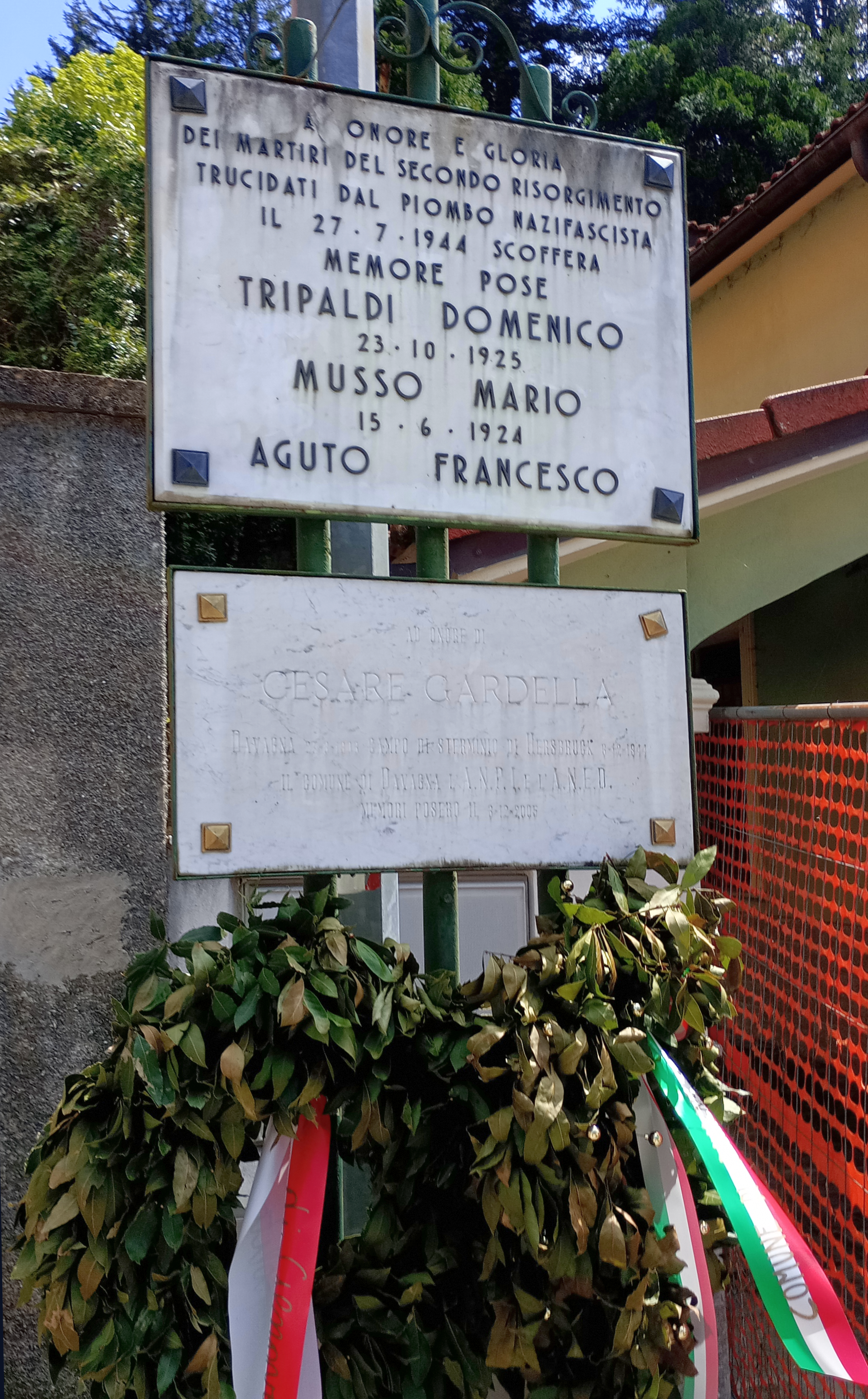
Lapide in memoria dei partigiani fucilati al colle

Per molti secoli ha rappresentato il confine fra la Repubblica di Genova ed il Principato di Torriglia.
Il 1º maggio 1747, durante la guerra di successione austriaca che vide la Repubblica combattere contro l'arciducato d'Austria ed il regno di Sardegna, vi perì Pier Maria Canevari dopo aver combattuto con le sue truppe sulla cresta tra il monte Lavagnola e la Colla di Boasi respingendo gli austriaci. Nonostante la vittoria militare sul campo, l'eroe della resistenza genovese contro l'invasore austriaco venne colpito a morte da uno dei prigionieri. Una lapide inaugurata nel 1908 a Scoffera ancora oggi lo ricorda.
Nel 1944 la zona era interessata da scontri tra i partigiani e le truppe nazifasciste. Nel luglio di quell'anno i tedeschi fucilarono tre partigiani e poco dopo, per rappresaglia, i partigiani della zona nello stesso luogo fucilarono a loro volta tre prigionieri tedeschi.
A maggio il passo della Scoffera ospita "Scoffera in Fiera", fiera enogastronomica e zootecnica con varie manifestazioni collaterali come ad esempio esibizioni di falconeria .